# Neal Cassady
Neal Leon Cassady (Salt Lake City, 8 de Fevereiro de 1926 – San Miguel de Allende, 4 de Fevereiro de 1968) foi uma figura importante da Geração Beat (Beat Generation)) dos anos 1950 e do movimento psicodélico dos anos 1960.
Amigo de poetas e escritores da geração beat, aparece em romances e poemas do movimento. Por exemplo, é a base para o anti-herói Dean Moriarty em On the Road e para Cody Pomeray de Brasil: Os Vagabundos Iluminados / Portugal: Os Vagabundos do Dharma (2000) ou Os Vagabundos da verdade (1965), romances de Jack Kerouac. Também é citado por Allen Ginsberg no poema Uivo.
Como autor, publicou um poema com Kerouac, Pull My Daisy, e um livro autobiográfico, The First Third, este livro foi editado em português pela Ed. LPM na década de oitenta com o titulo O Primeiro Terço.

## Obras publicadas
- Joan Anderson letter, escrita por Cassady a Jack Kerouac em Dezembro de 1950; até 2014 pensava-se estar perdida, apesar de ter sido publicado um excerto na edição de 1964 da revista de John Bryan Notes from Underground.[carece de fontes?] A Associated Press informou que a 24 de Novembro de 2014 tinha sido encontrada. A carta de 18 páginas, que se diz ter inspirado significativamente o estilo literário de Kerouac, foi leiloada a 17 de Dezembro de 2014, mas uma disputa legal sobre a propriedade terminou o leilão.[1][2]
- Pull My Daisy (1951, poetry) escrito com Jack Kerouac e Allen Ginsberg
- Genesis West: Volume Seven (1965, revista[qual?] article)[carece de fontes?]
- First Night of the Tapes com Jack Kerouac. "Transatlantic Review" Dezembro de 1969
- The First Third (1971, romance autobiográfico), publicado três anos após a morte de Cassady
- Grace Beats Karma: Letters from Prison (colectânea de poesia e cartas). Nova Iorque: Blast Books, 1993. ISBN 0-922233-08-X
- Neal Cassady: Collected Letters, 1944–1967 (2004, cartas)